# サンワハウス
株式会社サンワハウスは、愛知県名古屋市昭和区に本社があり、東海3県下を主体に、関東、北陸地区に支社営業所を持つ企業である。太陽光発電システム・オール電化システム・蓄電システム販売施工を主力事業とし、住まいのリフォームを専門とする会社である。

## 沿革
- 2001年（平成13年）
  - 5月 - 名古屋市中区において施工請負業として創業[2]。同時に愛知県知事許可（般-13）第101553号　建築工事業取得[2]。塗装工事・リフォーム事業へ参入[2]。
  - 6月 - 愛知県春日井市に春日井施工センターを開設する[2]。
- 2003年（平成15年）7月 - 名古屋市中区に名古屋支店を開設[2]。太陽光発電・オール電化事業へ参入[2]。
- 2004年（平成16年）3月 - 石川県金沢市広岡に北陸支店を開設[2]。
- 2006年（平成18年）
  - 6月 - 富山県富山市に富山施工センターを開設[2]。
  - 8月 - オール電化　累積設置1,000棟達成[2]。
  - 9月 - 太陽光発電　累積設置1,000棟達成[2]。
- 2007年（平成19年）4月 - 国土交通大臣許可(般19)第22122号　建築・大工・屋根・内装仕上工事業取得[2]。
- 2008年（平成20年）
  - 8月 - オール電化　累積設置2,000棟達成[2]。
  - 10月 - 太陽光発電　累積設置2,000棟達成[2]。
- 2009年（平成21年）
  - 4月 - 富山県富山市根塚町に北陸支店を移転[2]。
  - 7月 - 東京都新宿区に東京支社を開設。愛知県春日井市に太陽光施工センター開設[2]。
  - 9月 - 国土交通大臣許可(般19)第22122号　電気工事業取得[2]。お客様相談室開設[2]。
- 2010年（平成22年）
  - 1月 - 太陽光発電　累積設置3,000棟達成[2]。
  - 4月 - 神奈川県横浜市中区に横浜支店を開設[2]。
  - 7月 - 石川県金沢市に金沢営業所開設[2]。
  - 10月 - 北陸支店を京セラソーラーFC富山中央と改組[2]。
- 2011年（平成23年）
  - 1月 - オール電化　累積設置3,000棟達成[2]。
  - 10月 - 富山市黒瀬にて北陸支店、富山施工センターを統合[2]。太陽光発電　累積設置4,000棟達成[2]。
  - 2月 - 中部エリア業務拡大に伴い、愛知県豊橋市に豊橋支店開設[2]。
- 2012年（平成24年）
  - 2月 - 太陽光発電　累積設置5,000棟達成[2]。
  - 3月 - 金沢市松村にて金沢支店、京セラソーラーFC金沢西としてリニューアルオープン[2]。
- 2013年（平成25年）
  - 4月 - 豊橋市野依にて豊橋支店、京セラソーラーFC豊橋南としてリニューアルオープン[2]。横浜支店・東京支社を統合[2]。東京都練馬区に東京支社を開設[2]。
  - 11月 - 太陽光発電・オール電化　累積設置7,000棟達成[2]。
- 2014年（平成26年）
  - 12月 - 東京支店を移転し、栃木県宇都宮市ゆいの杜にて宇都宮支店、京セラソーラーFC宇都宮としてオープン[2]。
- 2015年（平成27年）
  - 10月 - 愛知県岡崎市に、京セラソーラーFC岡崎としてオープン。

## 事業内容
オール電化システムやソーラー発電システムを主体に水まわりや内装、エクステリア、屋根外壁などの住まいに関するリフォーム工事を取り扱う。

## 所属団体
- 太陽光発電協会[1]
- 住宅電化促進協会[1]
- 新エネルギー財団賛助会員[1]
- （一財）ヒートポンプ・蓄熱センター賛助会員[1]
- （公社）日本訪問販売協会[1]
- 名古屋商工会議所[1]
- グリーンエネルギーパートナーシップ[1]
- 地球環境イニシアティブ[1]

## 備考
- 山田みお主演『リフォームしたら、田中が変わった。』のCMを皮切りに岸部四郎主演の『ソーラーで幸せ孫悟空』や山田みお主演の『やさしさにたどりつくaやさしさにたどりつくb』などがある。